# Треско (острів)
Треско (англ. Tresco) — острів в архіпелазі островів Сіллі, Велика Британія. Другий по величині та заселенню островів архіпелагу омивається Кельтським морем.

## Географія
На площі 2,97 км² проживає 180 осіб, які зайняті, зазвичай, у сфері туризму та вирощуванні квітів. Всі вони замешкали в двох поселеннях — Нью-Гримсбі та Олд-Гримсбі.